# الألعاب الأولمبية الشتوية 1928

ملصق الألعاب الأولمبية الشتوية 1928.

أقيمت الألعاب الأولمبية الشتوية لسنة 1928 في مدينة سان موريتز السويسرية.
1. 1 2  "St. Moritz 1928" (بالإنجليزية). International Olympic Committee. Retrieved 2019-11-20.